# Hiro Arikawa
Hiro Arikawa (japanisch 有川 浩 oder 有川ひろ Arikawa, Hiro; * 9. Juni 1972 in Kōchi (高知)) ist eine japanische Schriftstellerin.

## Leben
Arikawa wuchs mit Büchern auf und las nach eigenen Angaben schon in der Grundschule viel. Als Jugendliche gehörten besonders Mangas und Light Novels zu ihrer bevorzugten Lektüre. Zum Studium verließ sie ihre Heimat Shikoku und ging in die Kansai-Region. Schon damals wollte sie Schriftstellerin werden.
Für ihre Veröffentlichungen wählte sie den Pseudonym Hiro Arikawa. Der Nachname Arikawa, so sagte sie in einem Interview, sollte sicherstellen, dass ihre Bücher in den alphabetisch geordneten Regalen der Buchhändler immer am Anfang stehen würden, da der japanische Buchstabe あ(A) am Anfang des japanischen Hiragana-Alphabets steht. Der Vorname ihres Pseudonyms Hiro wurde bis 2019 mit dem Schriftzeichen 浩 geschrieben, das auch als männlicher Vorname Hirotoshi gelesen werden kann und dadurch das Geschlecht des Benannten nicht eindeutig festlegt. 2019 wechselte Arikawa die Schreibweise ihres Vornamens in einfache Hiragana ひろ, so gibt es keine andere Lesemöglichkeit des Vornamens mehr.
Arikawa ist verheiratet und wohnt heute in der Präfektur Hyōgo (兵庫県, Hyōgo-ken). Prägend war für sie das große Hanshin-Erdbeben 1995, das sie miterlebte. Sie erklärte, ihre Werke seien dadurch auch beeinflusst worden.

## Werk und Auszeichnungen
Arikawas Bücher werden meist als Light Novel (ライトノベル raito noberu) bezeichnet, eine Romanform für eine junge Leserschaft, die stark von Mangas und Figuren aus dem Anime beeinflusst wird. Diese enge Verbindung lässt sich auch an den Illustrationen der japanischen Bucheinbände von Light Novels erkennen, die oft Manga- oder Anime-Figuren zeigen. Viele Werke Arikawas wurden nachträglich auch als Mangas veröffentlicht.
Ihr erstes Buch Shio no Machi-wish on my precious wurde 2003 mit dem Dengeki Roman Grand Prize (電撃小説大賞 Dengeki Shōsetsu Taishō) ausgezeichnet. In dieser fiktiven Geschichte wird die Welt durch sich über sie ausbreitendes Salz bedroht. 
2008 erhielt ihre Serie Toshokan Sensō den Seiun-Preis (星雲賞, Seiun-shō) für herausragende Science-Fiction-Literatur. Schon 2007 nahm Toshokan Sensō beim Großen Preis der Buchhändler (本屋大賞) den 5. Platz ein. Aus der Serie wurde sowohl ein Manga, als auch eine Anime-Fernsehserie gemacht, sie wurde ins Englische und Französische übersetzt. In Toshokan Sensō verteidigt eine Streitmacht das Recht, in Bibliotheken eine unzensierte Auswahl an Medien zu haben.
Der Roman Hankyū Densha schildert das Leben verschiedener Menschen, die die Hankyū Bahnlinie zwischen Nishinomiya und Takarazuka in der Hyōgo Präfektur benutzen. 2011 wurde der Roman von Yoshishige Miyake verfilmt. 
Furītā, ie o kau handelt von einem jungen Mann, der kein Interesse an einer regelmäßigen Erwerbstätigkeit hat. Menschen mit dieser Lebenseinstellung werden in Japan als Freeter bezeichnet. Das Wort ist aus dem englischen Wort free und der Endung des deutschen Wortes Arbeiter entstanden. Der Roman wurde 2011 von Keita Kono und Hidenori Joho für das Fernsehen verfilmt und erlangte im selben Jahr beim International Drama Festival in Tokyo (国際ドラマフェスティバル) für das Fernsehen den Grand-Prix-Preis.
Arikawas Bestseller Tabineko ripōto wurde 2018 von Miki Kōichirō verfilmt und in zahlreiche Sprachen, unter anderem auch ins Deutsche übersetzt. Hauptfiguren des Romans sind Satoru und seine Katze Nana (deutsch sieben), die er von der Straße aufgelesen hat. Der Roman über diese Freundschaft und die Reise der beiden durch Japan zu Satorus Freunden erhielt auch international wohlwollende Kritiken.

## Veröffentlichungen (Auswahl)
- 2004 Shio no machi-wish on my precious (塩の街 - wish on my precious), Stadt des Salzes
- 2009 Shokubutsu zukan (植物図鑑), Botanisches Bilderbuch
- 2009 Reintsurī no kuni (レインツリーの国), Land des Regenbaums
- 2006 Toshokan sensō (図書館戦争), Bibliothekskrieg
- 2009 Sanbiki no ossan (三匹のおっさん), Drei alte Männer
- 2010 Hankyū densha (阪急電車), Die Hankyū Bahn
- 2012 Soratobu Kōhōshitsu (空飛ぶ広報室), Fliegende Öffentlichkeitsarbeit
- 2012 Furītā, ie o kau (フリーター、家を買う), Freeter, kauf ein Haus
- 2015 Tabineko ripōto (旅猫リポート), Bericht einer Reisekatze
  - Satoru und das Geheimnnis des Glücks: Reisebericht einer Katze, aus dem Japanischen von Alexandra Klepper, Wilhelm Heyne Verlag München 2017, ISBN 978-3-453-42168-4.